# Surikata
Surikata (také hrabačka surikata, promyka surikata, Suricata suricatta) je drobná denní, pospolitě žijící promykovitá šelma. Název surikata má původ ve francouzštině, kde souris-chat znamená něco jako „myšokočka“. Anglický název meerkat pochází z afrikánštiny, kde se nazývá mierkat, doslova „mravenčí kočka“, zřejmě proto, že ráda obývá opuštěná termitiště.

## Výskyt
Surikata obývá skalnaté i písčité polopouštní a stepní oblasti jihozápadní Afriky od jižní Angoly přes Namibii a Botswanu po západní polovinu Jihoafrické republiky.

## Základní údaje
Hmotnost600 až 975 g
Délka těla25 až 35 cm
Délka ocasu17 až 25 cm
Výškaaž 35 cm

## Vzhled a stavba těla
Na obličeji a na spodu těla jsou surikaty hnědé, svrchu stříbrnohnědé, na hřbetě mají osm tmavších hnědých pruhů, tmavé kroužky kolem očí a tmavou špičku štíhlého ocasu. Surikata má štíhlé, kompaktně stavěné tělo, poměrně velkou hlavu s výraznýma očima, malými boltci a zašpičatělým čenichem, poměrně dlouhý ocas a silné končetiny. Na každé noze má čtyři prsty se silnými drápky, jimiž si vyhrabává doupata a loví potravu. 
Na rozdíl od ostatních promyk má pouze 36 zubů.

## Potrava
Potrava surikaty je převážně živočišná. Surikaty loví malé savce, plazy (včetně jedovatých hadů), malé ptáky, vybírají ptačí vejce, pochutnají si i na hmyzu, hlavně na sarančatech a termitech, dokážou chytit i motýly. Šikovně chytají a zabíjejí také štíry a velké pavouky, proti jejichž jedu jsou částečně imunní. Nevyhýbají se ani rostlinné potravě: divokým pouštním melounům (Citrullus caffer), plodům narasu, šťavnatým kořenům, hlízkám a cibulkám pouštních rostlin. Jejich oblíbenou potravou jsou i podzemní plodnice houby Kalaharituber pfeilli, podobné lanýžům. V zajetí rády žerou i ovoce a zeleninu.

## Rozmnožování a vývin
Březost trvá 11 týdnů a v doupěti se ve zvláštní komoře vyložené trávou rodí 2 až 5 mláďat.
Mláďata se rodí slepá, začínají vidět až od 10–14 dnů. Dominantní samice brzy opět zabřezne, proto se o její dřívější mláďata musí starat ostatní členové kolonie.
První čtyři týdny žijí mláďata v noře a živí se mateřským mlékem, které však nemusí být jen od jejich matky, ale i od jiné samičky ze skupiny, které se mléko tvoří. V tomto období jsou velmi zranitelná, jestliže mláďata objeví konkurenční skupina, zabije je. Nedlouho po tom, co mláďata vyjdou poprvé z nory, jdou se skupinou na první lov.

## Společenský život
Surikaty tvoří kolonie až o třiceti členech, které žijí v podzemní soustavě nor, které si buďto vyhrabou samy nebo obsadí opuštěné nory zemních veverek. Kolonii vévodí dominantní pár, který se jako jediný rozmnožuje. Pokud zabřezne jiná samička v kolonii, dominantní samička ji buďto vyžene nebo její mláďata krátce po porodu zakousne, aby zabezpečila přežití vlastních mláďat.
Osamělá vyhnaná samička o svá mláďata obyčejně přijde nebo je po porodu opustí, protože se o ně sama nedokáže postarat. Samička bez mláďat má šanci se vrátit zpět k původní rodině. Někdy se osamělá březí samička spojí se samotářskými samci a založí novou rodinu. Surikaty se dožívají 9-13 let.
Brzy ráno vylézají surikaty z nor, posedají a sluní se (v noci klesá teplota na poušti k nule), poté vyhledávají potravu. Přes den se rády sluní, pouze během největšího poledního žáru se vracejí do nor. V noci spí ve svých norách.
Surikaty jsou velmi obratné, nejčastěji běhají drobnými přískoky, při delších skocích obloukovitě prohýbají hřbet. Při běhu se často ozývají tichým kníkáním, jímž mezi sebou udržují zvukový kontakt. Surikaty, zejména hlídkující jedinci, často stojí na zadních končetinách a podpírají se ocasem, dokonce jsou schopné v této pozici udělat několik kroků. Jindy vzpřímeně sedí na zadku a skrčených zadních končetinách, předníma nohama se při tom nedotýkají země. Umí také šplhat po skalách, termitištích, ale i po keřích a menších stromech. Dokážou vyskočit až do výšky 80 cm.

## Hlídka proti dravcům
V době, kdy většina členů kolonie hledá potravu, někteří jedinci z kolonie hlídkují na vyvýšených místech proti predátorům, především dravým ptákům. Surikata dobře vidí do dálky, hůře už na blízko.
Hlídky stojí vzpřímené na vyvýšeninách (na kamenech, termitištích, na obydlí a na kmenech a stromech) nebo sedí ve větvích keřů, odkud v případě nebezpečí vydávají varovné pištění nebo kvokání. Ostré štěkavé a vrčivé zvuky jsou naléhavější, oznamují větší ohrožení, po kterém se surikaty ihned ukryjí do nor. Mají široký repertoár hlasových projevů, jimiž dokážou odlišit nebezpečí přicházející ze vzduchu (draví ptáci) od pozemního predátora (např. hyena, šakal, varan).

## Chov v zoo
Pro svou čilost, roztomilost a poměrně snadný chov se surikata stala velmi oblíbeným a častým chovancem zoo. V rámci Evropy se jedná přibližně o 500 zařízení. V Česku se jedná o většinu tradičních zoologických zahrad:
- Zoo Brno
- Zoo Dvůr Králové
- Zoo Hluboká
- Zoo Hodonín
- Zoo Jihlava
- Zoo Liberec
- Zoo Olomouc
- Zoo Praha
- Zoo Ústí nad Labem
- Zoo Zlín

Dále se jedná i o několik dalších licencovaných zoo:
- Zoo Dvorec
- Zoopark Na Hrádečku
- Zoo Plasy
- Terárium Praha
- Zoo Tábor
- Zoopark Zájezd

Z dalších zařízení lze zmínit Biopark Gymnázia Teplice. Na Slovensku je tento druh chován v šesti zoo, včetně Zoo Bojnice, Zoo Bratislava, Zoo Košice a Zoo Spišská Nová Ves, tedy všech tamních tradičních zoo.

### Chov v Zoo Praha
Surikaty byly dovezeny do Zoo Praha v souvislosti s výstavbou a otevřením pavilonu Africký dům v roce 2001. Jednalo se o pět jedinců ze Zoo Brno. Expozice se nachází v předpolí tohoto pavilonu v horní části zoo. Současná skupina je v zoo od roku 2009. Ke konci roku 2018 byl chován jeden pár těchto zvířat. V březnu 2019 byli přivezeni dva samci ze Zoo Jihlava. Mládě se narodilo v únoru 2020 a pět dalších následovalo v květnu téhož roku.

## Galerie

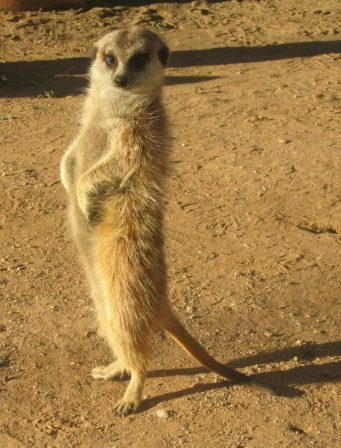
Vzpřímená surikata v poušti Kalahari
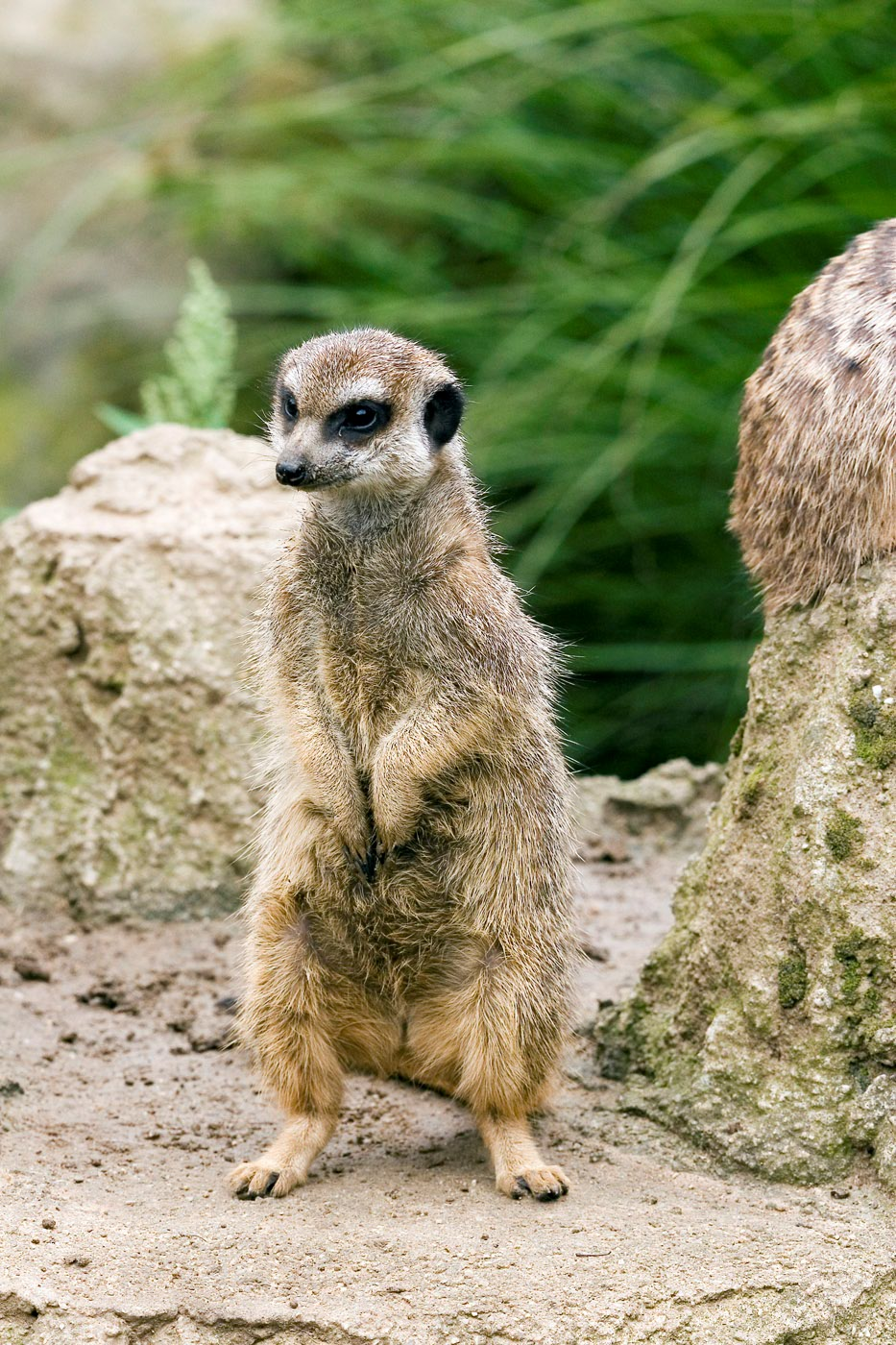
Vzpřímená surikata v lipské zoologické zahradě
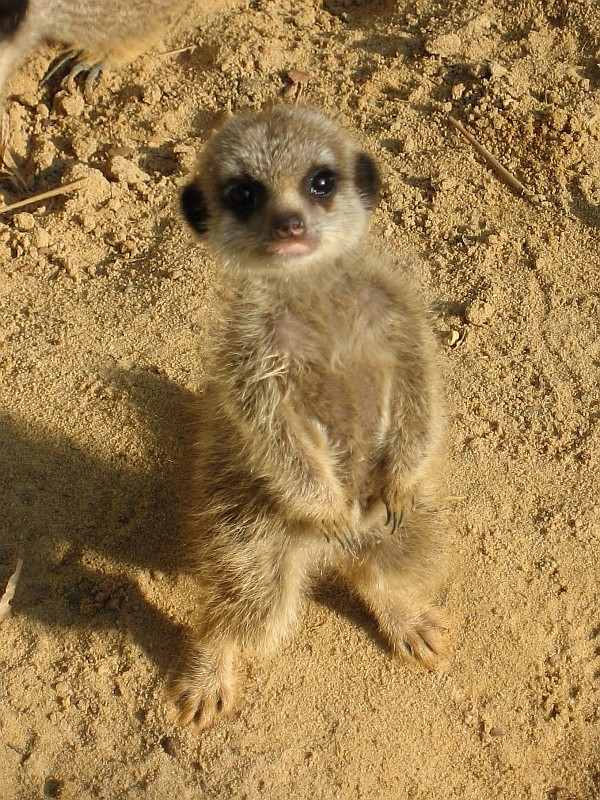
Vzpřímené mládě
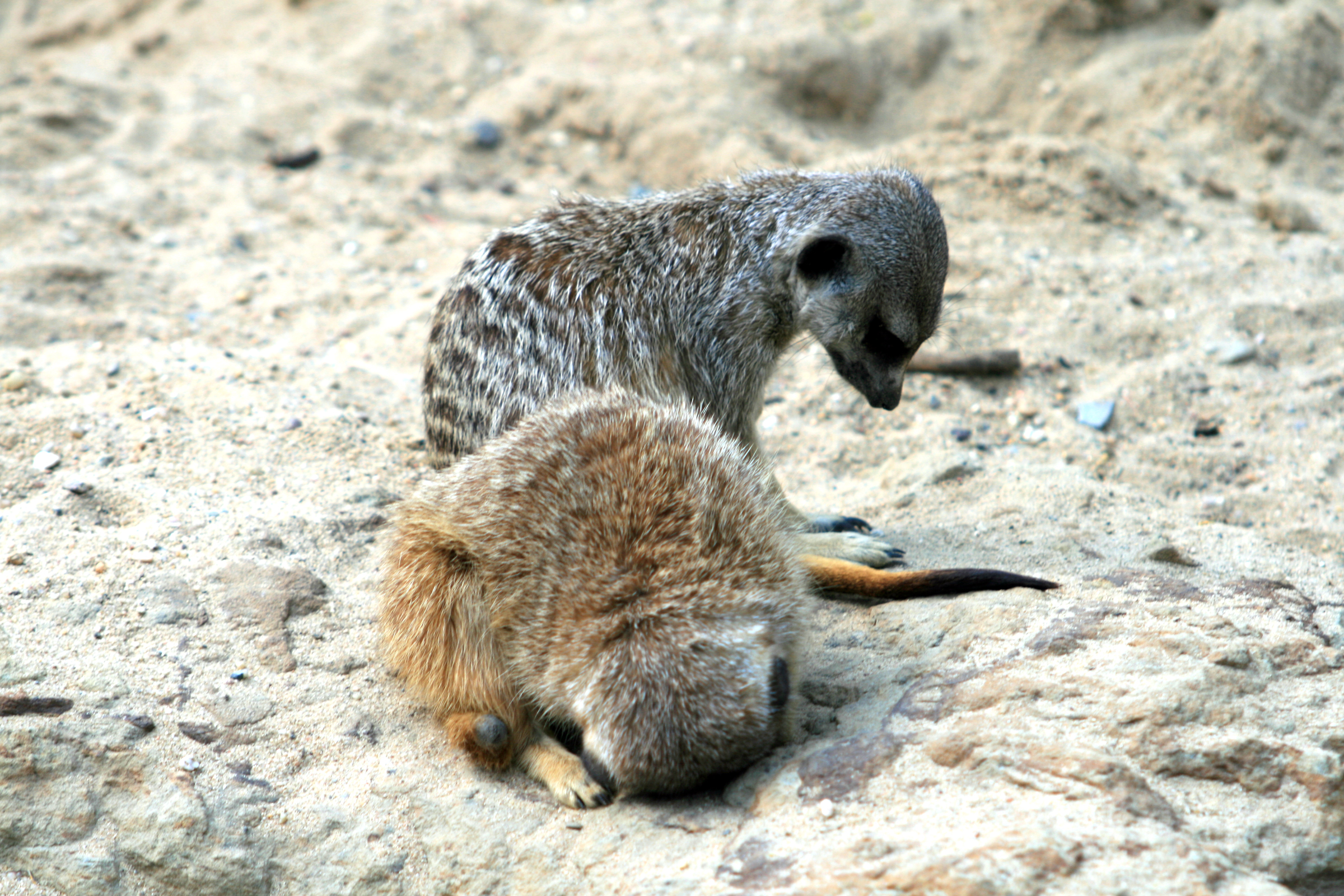
Surikaty v Zoo Praha
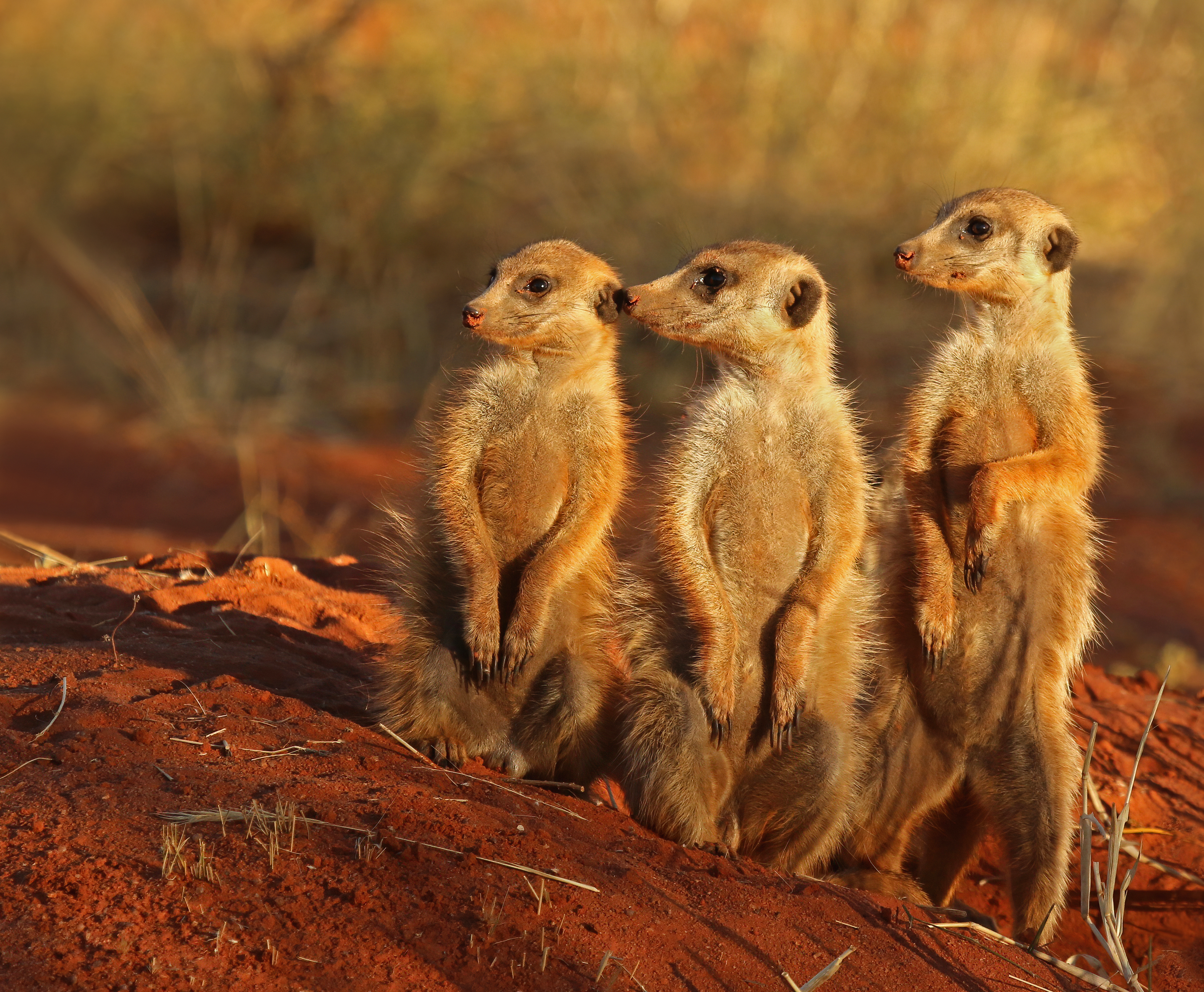
Tswalu Kalahari, Jižní Afrika
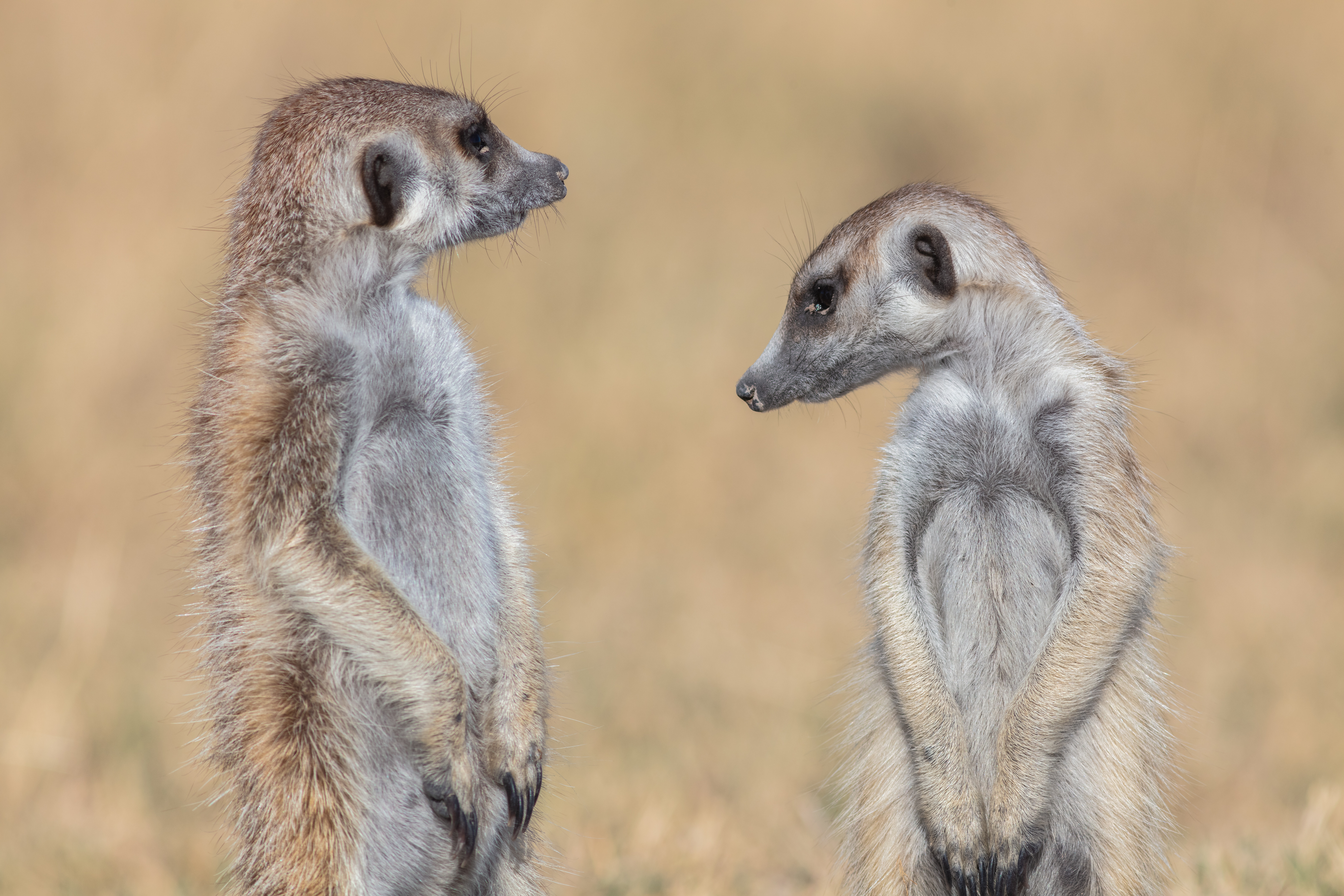
Makgadikgadi Pan, Botswana